# 아말테아 (위성)
아말테아(Amalthea)는 목성의 위성이다. 아말테아는 목성의 위성들 중 목성에서 세 번째로 가까운 궤도를 돌고 있다 7 목성의 위성들 중 다섯 번째로 발견되었기 때문에 목성 V(Jupiter V)로도 표기한다. 에드워드 에머슨 바너드가 1892년 9월 9일 발견했으며 카미유 플라마리옹이 그리스 신화에서 제우스의 수양어머니였던 아말테아 이름을 붙였다. 아말테아는 안시 관측을 통해 발견한 마지막 위성이며 이후 위성들은 모두 사진이나 디지털 영상을 통해 발견했다.
아말테아는 목성으로부터 가까이 있으며, 아말테아 표면에서 방출된 먼지로 이루어진 아말테아 고사머 고리의 바깥쪽 경계에서 약간 안쪽을 돌고 있다. 목성은 아말테아 표면에서 46.5도 크기로 보일 것이다. 아말테아는 목성의 내부 위성들 중 가장 크며 불규칙한 모양을 지니고 있고 붉은 색을 띤다. 아말테아는 물의 얼음과 미지의 물질들이 엉성하게 섞여서 뭉쳐 있어 내부에 구멍이 많은 상태인 것으로 보인다. 표면에는 커다란 충돌구들과 산등성이들이 있다.
1979년 보이저 1호와 2호가 목성을 지나치면서 아말테아의 모습을 찍었고, 1990년 갈릴레오 탐사선이 보다 자세한 정보를 확보했다.

## 역사

### 발견

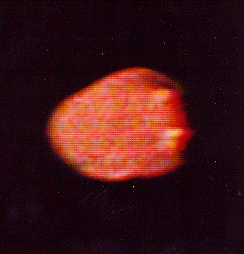
보이저 1호가 1979년 찍은 아말테아의 모습.

1892년 9월 9일 에드워드 에머슨 바너드는 36인치(91 cm) 구경 반사 망원경을 이용하여 릭 천문대에서 아말테아를 최초로 발견하였다. 이 발견은 직접 안시 관측을 통해(사진 촬영이 아님) 위성을 찾아낸 마지막 사례이며, 1610년 갈릴레오 갈릴레이가 갈릴레이 위성 넷을 찾은 이후 목성의 위성을 추가로 찾아낸 사건이기도 했다.

### 명칭
이 위성의 이름 아말테아는 그리스 신화에서 염소젖을 먹여 아기 제우스를 키운 님프 아말테아의 이름을 딴 것이다. 로마 숫자 명칭은 목성 V(Jupiter V)로 목성의 위성 중 다섯 번째로 발견되었다는 뜻이다. 아말테아 명칭은 1976년 국제천문연맹의 인증 전까지 공식적으로 채택되지는 않았으나 그전부터 수십 년 동안 비공식적으로 쓰여 왔다. 이 명칭을 최초로 제안한 사람은 카미유 플라마리옹이었다. 1976년 이전까지 아말테아는 보통 목성 V로 불려 왔다.

## 궤도
아말테아는 목성 중심으로부터 181,000 km(목성 반지름의 2.54배) 거리에서 목성을 돌고 있다. 아말테아의 궤도이심률은 0.003이며 궤도경사각은 목성의 적도에 대해 0.37°를 이루고 있어 매우 작은 값이기는 하지만 0이 아니다. 이는 내부 위성 치고 흔한 사례가 아닌데 갈릴레이 위성 중 가장 안쪽을 도는 이오의 영향을 받은 것이 아닐까 추측하고 있다. 과거 아말테아는 이오와 여러 번 평균운동공명 상태를 겪어 경사각과 이심률이 들뜨게 된 것일 수 있다.(평균운동공명에서 두 천체의 공전주기비율은 m:n처럼 유리수가 된다.)
아말테아의 궤도는 아말테아 고사머 고리의 바깥 경계에서 조금 안쪽에 놓여 있는데 이 고리는 아말테아로부터 방출된 먼지로 이루어져 있다.

## 물리적 특징
아말테아의 표면은 매우 붉다. 이 색채는 얼음 아닌 다른 물질이거나 이오에서 나온 황 때문일 것이다. 아말테아 표면에 붉은 색조가 덜한 부분이 드문드문 보이는데 이 옅은 색의 원인은 아직 밝혀지지 않았다. 아말테아의 표면은 목성의 여타 내부 위성들에 비해 약간 밝다. 순행반구와 그 반대쪽 역행반구의 모습은 크게 차이가 나며 순행반구 쪽이 반대쪽에 비해 1.3배 더 밝다. 순행반구측 충돌 사건들이 반대쪽에 비해 속도가 더 빨랐고 빈도도 높았기 때문에 이런 밝기 차이가 만들어진 것으로 보인다. 이 충돌 사건으로 위성 내부에 있던 물질(얼음일 것이다.)이 밖으로 튀어나왔을 것이다.

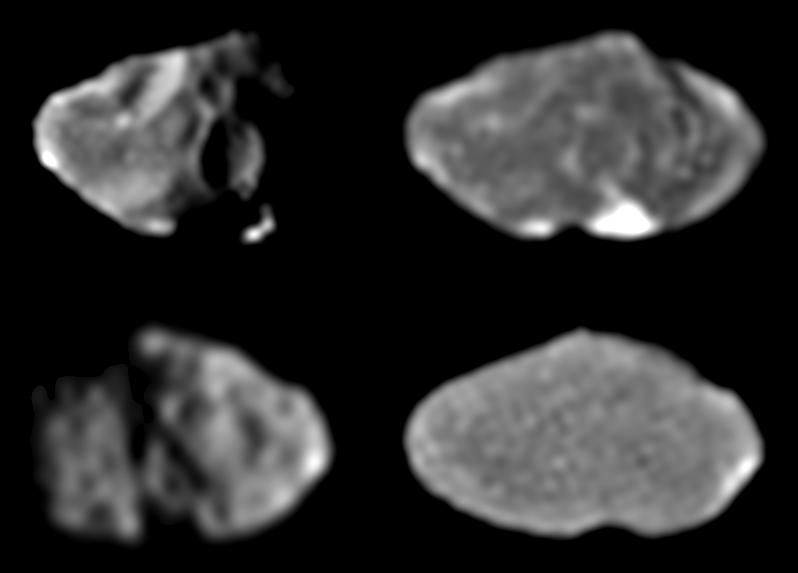
갈릴레오 탐사선이 촬영한 아말테아. 불규칙한 모습을 하고 있다.

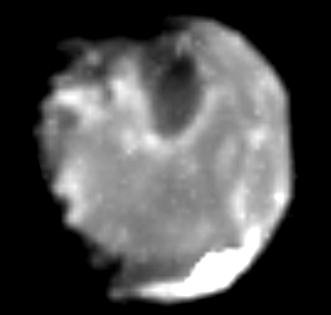
현시점에서 가장 정교한 목성 반대쪽의 아말테아 사진.(2.4 km/픽셀). 릭토스 반점과 이다 반점은 위성 왼쪽 부분(명암경계 근처)에 있다. 아래쪽 밝은 반점은 가이아 충돌구와 연결된 부분이다. 2000년 갈릴레오 탐사선이 촬영.

아말테아의 모양은 불규칙하여 타원체로 가정하여 가장 근사하게 표시한 크기는 250 × 146 × 128 km이다. 이로부터 계산한 아말테아의 표면 면적은 88,000 ~ 170,000 평방킬로미터 또는 130,000 평방킬로미터 언저리이다. 여타 목성의 내부 위성들처럼 아말테아 역시 목성을 향해 조석고정이 된 상태로 긴 축이 항상 목성을 향하고 있다. 아말테아의 표면은 충돌구로 가득히 덮여 있으며 그중 일부는 위성의 덩치에 비해 극도로 거대한데, 예를 들어 가장 큰 충돌구 판의 지름은 100 km에 깊이는 최소 8 km이며 가이아 충돌구의 지름은 80 km로 판보다 작지만 깊이는 판의 두 배이다. 아말테아에는 폭이 25 km에 이르는 밝은 점들이 여럿 있으며 이들 중 둘에 이름(릭토스 반점, 이다 반점)이 붙어 있다. 이들은 표면에 있는 산등성이의 경계에 자리잡고 있다.
아말테아의 불규칙한 모양과 큰 덩치 때문에 과거 천문학자들은 이 위성이 매우 튼튼하고 딱딱한 몸체를 지니고 있을 것이라고 예상했다. 이는 만약 아말테아가 얼음이나 그보다 약한 물질로 이루어져 있다면 자체 중력에 의해 보다 구체에 가까운 모양으로 압축될 것이라고 생각했기 때문이다. 2002년 11월 5일 갈릴레오 탐사선은 표적 플라이바이로 아말테아에 160 km까지 접근하여 탐사선의 궤도가 꺾이는 것으로부터 위성의 정확한 질량을 구할 수 있었다. 이렇게 도출된 아말테아의 밀도는 0.86 g/cm3밖에 되지 않아서 이 위성은 상대적으로 얼음이 많거나, 속에 구멍이 많은 '자갈더미'이거나, 아니면 그 중간 어딘가의 상태(가능성이 제일 높음)인 것으로 보인다. 스바루 망원경이 최근 적외선 스펙트럼으로 관측한 결과 아말테아는 함수 광물질을 지니고 있는 게 분명해 보인다. 이 사실로부터 아말테아가 현재의 위치에서 생겨날 수 없었음이 드러나는데 그 이유는 원시 목성에서 나오는 열이 이 광물질을 녹여버렸을 것이기 때문이다. 따라서 아말테아는 목성으로부터 지금보다 멀리 떨어진 곳에서 생겨났던지 아니면 목성의 인력에 포획된 태양계 천체일 것이다. 플라이바이 때 사진촬영을 하지 못했기에(갈릴레오 탐사선의 카메라들은 2002년 1월 방사선 손상 때문에 작동불능이 되었다.) 아말테아 사진들은 해상도가 대체로 떨어진다.
아말테아는 태양으로부터 받는 열보다 근소히 많은 양의 열을 복사하는데 이는 아마도 목성의 열 플럭스(<9 켈빈), 목성에 반사된 태양광(<5 K), 하전 입자 충돌(<2 K) 때문인 것 같다. 이는 그 원인들은 다르지만 이오와 같은 속성이다.

### 명칭이 붙은 지질학적 구조들

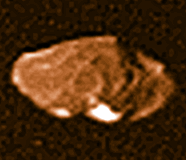
아말테아의 공전방향면. 사진 위쪽이 북쪽이며 목성은 사진 오른쪽 너머에 있다. 판 충돌구는 우상단 가장자리에, 가이아 충돌구는 그보다 아래쪽에 보인다. 이다와 릭토스 반점은 왼쪽 끝 밝은 부분(위쪽이 이다, 아래쪽이 릭토스)이다.

아말테아에는 이름이 붙은 표면 지형이 모두 넷 있는데 이 중 둘은 충돌구이고 나머지 둘은 반점(밝은 색을 띠는 점들)이다. 이 반점들은 목성을 등진 반구(半球) 쪽의 산마루 가장자리에 위치해 있다.
| 지명            | 지름   | 승인년도 | 이름의 유래                                                          | 출처  |
| --------------- | ------ | -------- | -------------------------------------------------------------------- | ----- |
| 가이아 (충돌구) | 80 km  | 1979     | 가이아: 그리스 신화에서 대지의 여신. 제우스를 크레타섬으로 데려갔다. | WGPSN |
| 판 (충돌구)     | 100 km | 1979     | 판: 그리스 신화에서 아말테아와 헤르메스의 아들. 목신(牧神).          | WGPSN |
| 이다 반점       | 50 km  | 1979     | 이다 산: 크레타섬 소재.                                              | WGPSN |
| 릭토스 반점     | 25 km  | 1979     | 릭투스: 크레타섬에 있었던 도시.                                      | WGPSN |

## 목성 고리와의 관계
목성의 조석력, 아말테아의 낮은 밀도와 불규칙한 외형 때문에 아말테아에서 목성과 가장 가까운 부분과 가장 먼 부분에서의 탈출 속도 모두 1 m/s를 넘지 못한다. 따라서 미소운석 충돌 같은 사건으로 생겨난 먼지는 위성에서 쉽게 탈출한 뒤 아말테아 고사머 고리를 형성하게 된다.
아말테아를 플라이바이하면서 갈릴레오 탐사선에 내장된 스타 스캐너(star scanner)는 아말테아의 궤도 근처 작은 위성들로 보이는 번쩍이는 점 아홉 개를 포착했다. 이 점들은 한쪽 방향에서만 관측되었기 때문에 탐사선에서 점들까지의 정확한 거리를 측정하지 못했다. 이 소위성(小衛星)들은 자갈부터 운동장 정도까지 크기가 다양한 것으로 보인다. 이들의 기원은 불확실하지만 중력에 붙잡혀 현재 궤도를 돌게 된 천체들이거나, 아말테아에 운석이 충돌하면서 떨어져 나온 물질들로 보인다. 이후 아말테아를 다시 방문한 갈릴레오 오비터는(또한 최후의 방문이기도 했다. 한 시간 후 갈릴레오는 목성 대기에 떨어져 최후를 맞는다.) 비슷한 소위성 하나를 더 발견했다. 다만 이때 아말테아는 탐사선으로부터 반대쪽에 있었기 때문에 아말테아의 궤도 근처에서 이 작은 입자들이 목성의 고리를 형성하고 있는 것 같다.

## 겉보기 크기
목성의 표면 또는 구름 최상단 바로 위에서 바라본 아말테아는 안시등급 −4.7로 매우 밝게 빛날 것이며 이 밝기는 지구에서 본 금성의 밝기와 맞먹는다. 시지름이 8분각에 불과하기 때문에 위성의 윤곽은 거의 식별할 수 없을 것이다. 아말테아의 공전주기는 어머니 행성의 주기보다 약간 더 긴데(대략 20% 정도) 이는 아말테아가 목성의 하늘을 매우 천천히 가로지른다는 뜻이다. 아말테아가 목성의 하늘에 떠올라서 지기까지는 29시간 이상이 걸린다.

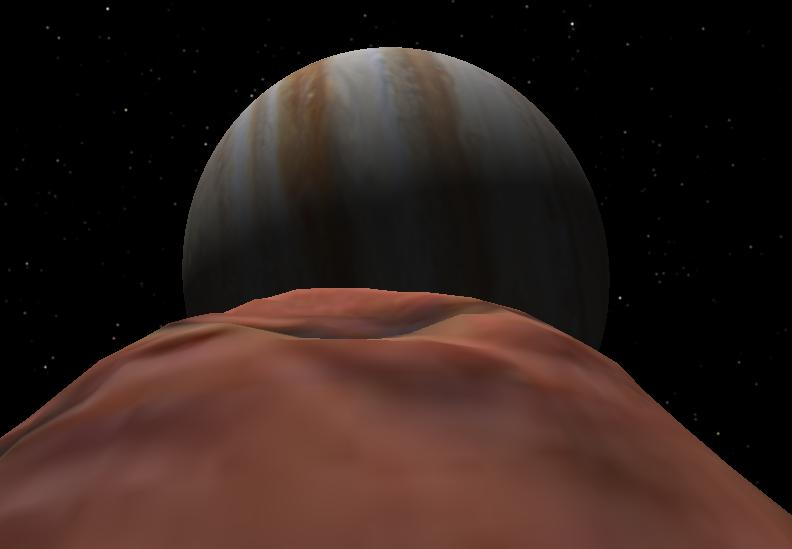
아말테아에서 바라본 목성을 시뮬레이션한 것.

윌리 레이는 아말테아가 목성에서 가깝고 동주기에 가까운 공전을 하며 크기가 작아 착륙이 쉽다는 이점에 근거하여 이 위성을 목성 탐사의 전진기지로 삼을 것을 제안했다. 아말테아 표면에서 바라본 목성의 시지름은 무려 46도 크기로 보일 것이며 이는 보름달의 대략 92배에 이른다. 아말테아는 동주기 자전을 하고 있기 때문에 목성은 아말테아의 하늘에 고정되어 움직이지 않는 것처럼 보일 것이며 아말테아의 반대쪽에서는 목성을 볼 수 없을 것이다. 아말테아가 공전할 때마다 태양이 목성에 가리는 식 현상이 대략 한 시간 반에 걸쳐 일어날 것이다. 또한 아말테아는 자전주기가 짧아 태양광을 받는 시간은 6시간 미만에 불과할 것이다. 아말테아에서 바라본 목성의 밝기는 보름달의 900배이지만 하늘에 보이는 면적은 보름달의 8,500배이기 때문에 단위 면적당 밝기는 보름달보다 낮을 것이다.

## 탐사
1979년 무인탐사선 보이저 1호와 보이저 2호가 아말테아의 근접 사진을 최초로 찍어 표면의 구조를 분석할 수 있게 되었다. 두 탐사선은 가시광선과 적외선 스펙트럼 및 표면 온도를 측정했다. 이후 갈릴레오 탐사선이 아말테아의 표면 사진 촬영을 완료했다. 갈릴레오는 2002년 11월 5일 아말테아의 중심부로부터 약 244 km 거리(위성 표면으로부터 약 160~170 km)에서 마지막 위성 플라이바이를 수행했는데, 이 과정에서 탐사선의 궤도가 바뀌는 정도를 통해 위성의 질량을 정확히 측정했다. 2006년 뉴 허라이즌스 호는 보다 정확한 아말테아의 궤도를 측정했다.

## 소설
아말테아는 아서 C. 클라크, 제임스 블리시, 아르카디와 보리스 스트루가츠키 등이 지은 과학 소설 작품들에서 배경으로 등장한다.

## 같이 보기
- 갈릴레이 위성 (목성의 위성 중 특히 거대한 네 천체)